# 효창선
효창선(孝昌線)은 경의선의 지선으로, 경원선 측 용산역과 효창역을 연결하는 철도 노선이었다. 영업거리는 1.8 km이었으며, 노선번호는 30301이다.
2010년까지 용산선 복선 전철화 공사와 인근 아파트 신축 공사로 선로가 철거되어, 철도시설로서의 역할을 더 이상 수행하지 못하나, 공식적으로 폐지되지는 않았다. 현재 노반에는 공원이 조성되었으며, 원정역과 미생정역의 승강장 일부 등이 흔적으로 남아 있다. 33퍼밀의 급구배와 고급 아파트 주변의 건널목(문평산 건널목) 부활 문제 등으로 경의중앙선 개통 후에도 재개통되지 않고 역 구내 선로도 폐지, 선로구조 자체가 변경되었으며 용산역 구 효창선 출입구에 주차장이 설립되어 재개통이 불가능하게 되어 법적으로만 폐선절차를 따로 실시하지 않았으나 물리적으로 복원이 불가능하여 사실상 폐선상태로 들어갔다.

## 연혁
- 1978년(일자 불명) : 영업 개시[1]
- 2009년 : 아파트 공사로 효창역 철거, 0.9km로 축소
- 2010년 초 : 나머지 구간 전부 철거
- 2015년 7월 20일 : 한국철도공사의 열차운전시행세칙에서 삭제[2]
- 2019년 4월 17일 : 철도 노선번호 변경에 따라 30301로 변경[3]

## 역 목록
아래의 표는 효창선이 정상적으로 철도로서의 기능을 할 때를 기준으로 한다. 즉 열차가 운행할 수 있던 1978년부터 2009년까지의 것이다.
| 역명 | 로마자 역명 | 한자 역명 | 접속 노선 | 역간 거리 | 영업 거리 | 소재지     | 소재지 | 비고 |
| ---- | ----------- | --------- | --------- | --------- | --------- | ---------- | ------ | ---- |
| 용산 | Yongsan     | 龍山      | 경원선    | 0.0       | 0.0       | 서울특별시 | 용산구 |      |
| 효창 | Hyochang    | 孝昌      |           | 1.8       | 1.8       | 서울특별시 | 용산구 |      |